# Ischnagathis petiolata
Ischnagathis petiolata är en stekelart som beskrevs av Cameron 1909. Ischnagathis petiolata ingår i släktet Ischnagathis och familjen bracksteklar. Inga underarter finns listade i Catalogue of Life.